# Скулптура на мечка (Габрово)
Скулптурата на мечка в Габрово е създадена през 1961 г. Изобразява кафява мечка в реален размер. Изработена е от камък от скулптура Константин Дивчев.

## Местоположение
Намира се до Драматичен театър „Рачо Стоянов“ в градина, известна като „Градинката с Мечето“.

## История
През 2014 г. емблематичното място за габровци събира събира най-много гласове в националната кампанията „Място в сърцето“ на фондация „Работилница за граждански инициативи“. Събрани са над 6000 лв. за облагородяване на градинката с мечето.

## Вижте още
- Паметници на мечки в България